# Ria Visser
Adriana Johanna "Ria" Visser, född 20 juli 1961 i Oud-Beijerland, är en nederländsk före detta skridskoåkare.
Visser blev olympisk silvermedaljör på 1 500 meter vid vinterspelen 1980 i Lake Placid.